# Jan Stiborek
Jan Stiborek (25. února 1829 Kopřivnice – 7. září 1899 Kopřivnice) byl český manažer a komunální politik.

## Život
V mládí se v kopřivnické továrně na hliněné zboží vyučil malířství. V této společnosti posléze pracoval jako písař. Když Adolf Raška, majitel firmy, roku 1878 zemřel, nedosahoval podnikatelův syn Adolf ještě plnoletosti, aby se mohl vedení továrny ujmout. Po tu dobu podnik řídil právě Stiborek. Ten dále – podobně jako jeho bratr Jakub – zastával funkci kopřivnického starosty, ve městě působil též jako poštmistr či jako předseda místní školní rady. Současně byl ve funkci předsedy kopřivnické záložny, zástupcem pojišťovny Slávie a správcem místního farního fondu. Roku 1892 se stal členem stavebního odboru, který si vytkl za cíl vybudovat v Kopřivnici nový farní kostel svatého Bartoloměje. Na schůzi obecního zastupitelstva v Kopřivnici, která se konala 28. května 1897, jej místní zastupitelé spolu s Adolfem Šustalou, Josefem Dostalem, Josefem Mňukem, Františkem Peřinou a Rudolfem Kallusem zvolili za první čestné občany tohoto sídla.
Když se na konci 19. století dostala kopřivnická záložna vlivem poskytování půjček bez ručitelů a bez vědomí svého výboru do výrazných hospodářských obtíží, měl na vzniklé situaci Stiborek z pozice předsedy záložny svůj podíl. Jakmile měl obecnímu výboru předložit účetnictví finanční instituce za poslední dva roky, odešel raději na místní hřbitov a tam v místě, kde se pohřbívali sebevrazi, střelil revolverem do spánku. Zbyli po něm dva synové, jimž rok před svou smrtí rozdělil svůj majetek.